# Marcus Annius Libo
Marcus Annius Libo est un sénateur romain du IIe siècle, consul éponyme en 128. Il est le fils de Marcus Annius Verus, le frère de Faustine l'Ancienne et l'oncle de Faustine la Jeune et de Marc Aurèle.

## Famille

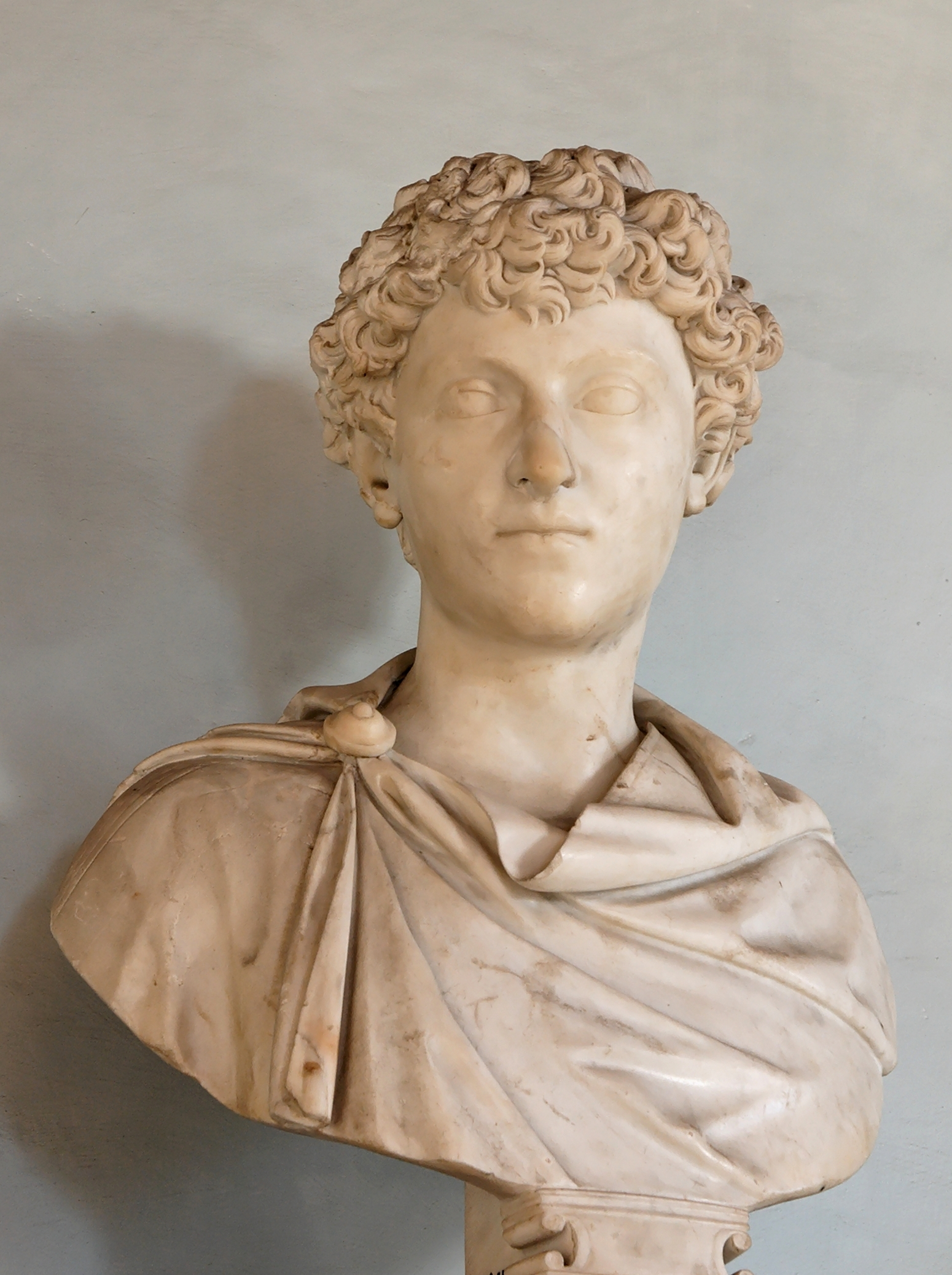
Marc Aurèle adolescent.

Sa famille est originaire d'Ucubi (Colonia Claritas Iulia Ucubi), près de Corduba, en Bétique,. La famille devient riche et importante grâce à la production d'huile d'olive en Hispanie à moins que l'importune fortune de la famille provienne de ressources minières.
Il est le fils de Marcus Annius Verus, triple consulaire (suffect en 97, éponyme en 121 et 126) et proche d'Hadrien, et le petit-fils d'un Marcus Annius Verus, sénateur prétorien sous Néron. Sa mère est Rupilia Faustina, la fille de Libo Rupilius Frugi, dont il doit son cognomen de Libo.
Il a une sœur, Faustine l'Ancienne, future impératrice qui se marie avec le futur empereur Antonin le Pieux, mère de Faustine la Jeune, et un frère Marcus Annius Verus, père de Marc Aurèle, qui décède tôt en 124. Sa nièce Faustine et son neveu Marc Aurèle se marient et un ont pour fils Commode.
Il est consul éponyme en 128, durant le règne d'Hadrien. Il est marié à Fundania, une noble romaine, et ils ont deux enfants.
Son fils, Marcus Annius Libo, semble consul suffect en l’an 161, au moment où son neveu Marc Aurèle et Lucius Verus deviennent empereur, à la suite du décès d'Antonin le Pieux. Il s'agit peut-être d'un deuxième consulat de son père. Il est ensuite probablement légat, peut-être gouverneur (légat d'Auguste propréteur), en Syrie-Palestine en 162/163, et participe à la guerre parthique de Lucius Verus. Il décède soudainement en 163/164, peut-être par empoisonnement. Des rumeurs impliquent Lucius Verus, renforcées par les dissensions entre les deux nouveaux empereurs. Sa veuve épouse un affranchi.
Sa fille se nomme Annia Fundania Faustina, et épouse Titus Pomponius Proculus Vitrasius Pollio, consul éponyme en 176. Le couple a deux enfants, Titus Fundanius Vitrasius Pollio et Vitrasia Faustina, tous deux exécutés en 182/183 par Commode.
Il est l'arrière-grand-père de Marcus Annius Flavius Libo, consul en 204.